# Albert Roussel
Albert Roussel (ur. 5 kwietnia 1869 w Tourcoing, zm. 23 sierpnia 1937 w Royan) – francuski kompozytor.

## Życiorys
Studia muzyczne rozpoczął dość późno, w wieku 25 lat (wcześniej, podobnie jak Nikołaj Rimski-Korsakow, był marynarzem) na nawiązującej do tradycji Césara Francka uczelni Schola Cantorum, gdzie jednym z jego nauczycieli był Vincent d’Indy. W latach (1902–1914) Roussel prowadził tam również działalność dydaktyczną, a do grona jego uczniów należeli Erik Satie i Edgar Varèse.

## Twórczość
We wczesnych, impresjonistycznych utworach Roussela widać wyraźnie wpływ Debussy’ego. Spośród nich, największą popularnością cieszy się do dziś balet-pantomima Le Festin de l'Araignée (Uczta pająka), dzięki któremu kompozytor zaistniał na arenie międzynarodowej. Po I wojnie światowej Roussel wykształcił własny, bliski neoklasycyzmowi styl, po raz pierwszy w pełni widoczny w jego II symfonii. W maju 1931 premierę miał najbardziej znany i cieszący się największą popularnością utwór kompozytora – balet Bacchus et Ariane (Bachus i Ariadna).

## Ważniejsze kompozycje

### Utwory orkiestrowe
- I Symfonia d-moll, op. 7 – Le poème de la forêt (Poemat lasu) (1906)
- II Symfonia B-dur, op. 23 (1921)
- Suita F-dur, op. 33 (1926)
- Petite suite, op. 39 (Mała suita, 1929)
- III Symfonia g-moll, op. 42 (1930)
- Sinfonietta na orkiestrę smyczkową, op. 52 (1934)
- IV Symfonia A-dur, op. 53 (1935)

### Balety
- La Festin de l'araignée, op. 17 (Uczta pająka, 1912)
- Bacchus et Ariane, op. 43 (Bachus i Ariadna, 1930)
- Aeneas, op. 54 (Eneasz, 1935)